# Zincocopiapita
La zincocopiapita és un mineral de la classe dels sulfats, que pertany al grup de la copiapita. Anomenada així per ser el membre ric en zinc del grup de la copiapita.

## Classificació
Segons la classificació de Nickel-Strunz, la zincocopiapita pertany a «07.DB: Sulfats (selenats, etc.) amb anions addicionals, amb H₂O, amb cations de mida mitjana només; octaedres aïllats i unitats finites» juntament amb els següents minerals: aubertita, magnesioaubertita, svyazhinita, khademita, jurbanita, rostita, ortominasragrita, anortominasragrita, minasragrita, amarantita, bobjonesita, hohmannita, aluminocopiapita, metahohmannita, copiapita, calciocopiapita, ferricopiapita, cuprocopiapita i magnesiocopiapita.

## Característiques
La zincocopiapita és un sulfat de fórmula química ZnFe³⁺₄(SO₄)₆(OH)₂(H₂O)₁₄·6H₂O. Cristal·litza en el sistema triclínic. La seva duresa a l'escala de Mohs és 2.

## Formació i jaciments
Es forma com a mineral secundari format en les zones d'oxidació de dipòsits de plom-zinc en climes molt àrids. Ha estat descrita al Canadà, a la Xina, a Alemanya, a Grècia, a Eslovàquia, Suïssa i als Estats Units.